# Apple M1 Pro
Ne doit pas être confondu avec Apple M1 Max.
Pour un article plus général, voir Apple_silicon.
 (octobre 2021).
Apple M1 Apple M1 Ultra
L'Apple M1 Pro est un système sur une puce ARM 64 bits pour ordinateur portable conçu par Apple. Il est annoncé le 18 octobre 2021 en même temps que l'Apple M1 Max, tous les deux des variantes plus puissantes de l'Apple M1. Comme son prédécesseur, il est gravé en 5 nanomètres et est fabriqué par TSMC. Il embarque 33,7 milliards de transistors.

## Conception

### CPU
L'Apple M1 Pro embarque un CPU big.LITTLE comptant 8 ou 10 cœurs, avec 6 à 8 cœurs à hautes performances et 2 cœurs à haute efficacité énergétique. Il est selon les dires d'Apple 70% plus rapide que celui du M1, 3,7 fois plus rapide que le Intel Core i7 du précédent MacBook Pro 13 pouces Intel et 2 fois plus rapide que le Intel Core i9-9980HK du précédent MacBook Pro 16 pouces.

### GPU
Il est équipé d'un GPU de 14 ou 16 cœurs doté de 128 unités d'exécution par cœur, d'une vitesse de calcul allant jusqu'à 5,2 TFLOPS, supposément 2 fois plus rapide que celui du M1, 2,5 fois plus rapide que l'AMD Radeon Pro 5600M du MacBook Pro 16 pouces précédent et 9 fois plus rapide que le Intel Core i7 du précédent MacBook Pro 13 pouces.

### Mémoire vive
L'Apple M1 Pro est configurable avec 16 ou 32 Go de mémoire vive LPDDR5-6400 avec un bus mémoire de 256 bits.

## Produits
L'Apple M1 Pro est présent dans les MacBook Pro 14 pouces et 16 pouces de 2021.